# Ctenoplusia disjunctana
Ctenoplusia disjunctana är en fjärilsart som beskrevs av Embrik Strand 1917. Ctenoplusia disjunctana ingår i släktet Ctenoplusia och familjen nattflyn. Inga underarter finns listade i Catalogue of Life.